# Chapèla de Vercòrs
Chapèla de Vercòrs (en francès La Chapelle-en-Vercors) és un municipi francès situat al departament de la Droma i a la regió d'Alvèrnia-Roine-Alps. L'any 2007 tenia 674 habitants.

## Demografia

### Població
El 2007 la població de fet de Chapèla de Vercòrs era de 674 persones. Hi havia 313 famílies de les quals 117 eren unipersonals (67 homes vivint sols i 50 dones vivint soles), 99 parelles sense fills, 81 parelles amb fills i 16 famílies monoparentals amb fills.
La població ha evolucionat segons el següent gràfic:
Habitants censats

### Habitatges
El 2007 hi havia 604 habitatges, 314 eren l'habitatge principal de la família, 257 eren segones residències i 33 estaven desocupats. 400 eren cases i 199 eren apartaments. Dels 314 habitatges principals, 201 estaven ocupats pels seus propietaris, 88 estaven llogats i ocupats pels llogaters i 26 estaven cedits a títol gratuït; 4 tenien una cambra, 17 en tenien dues, 60 en tenien tres, 79 en tenien quatre i 154 en tenien cinc o més. 232 habitatges disposaven pel capbaix d'una plaça de pàrquing. A 162 habitatges hi havia un automòbil i a 117 n'hi havia dos o més.

### Piràmide de població
La piràmide de població per edats i sexe el 2009 era:
| Homes | Edats   | Dones |
| ----- | ------- | ----- |
| 0     | 95 o +  | 8     |
| 0     | 90 a 94 | 12    |
| 12    | 85 a 89 | 8     |
| 8     | 80 a 84 | 16    |
| 20    | 75 a 79 | 16    |
| 12    | 70 a 74 | 24    |
| 28    | 65 a 69 | 24    |
| 12    | 60 a 64 | 8     |
| 16    | 55 a 59 | 24    |
| 12    | 50 a 54 | 16    |
| 28    | 45 a 49 | 24    |
| 24    | 40 a 44 | 20    |
| 32    | 35 a 39 | 20    |
| 20    | 30 a 34 | 24    |
| 32    | 25 a 29 | 28    |
| 12    | 20 a 24 | 4     |
| 12    | 15 a 19 | 16    |
| 0     | 10 a 14 | 20    |
| 28    | 5 a 9   | 8     |
| 12    | 0 a 4   | 8     |

## Economia
El 2007 la població en edat de treballar era de 402 persones, 303 eren actives i 99 eren inactives. De les 303 persones actives 287 estaven ocupades (151 homes i 136 dones) i 16 estaven aturades (4 homes i 12 dones). De les 99 persones inactives 49 estaven jubilades, 19 estaven estudiant i 31 estaven classificades com a «altres inactius».

### Ingressos
El 2009 a Chapèla de Vercòrs hi havia 309 unitats fiscals que integraven 660,5 persones, la mediana anual d'ingressos fiscals per persona era de 16.388 €.

### Activitats econòmiques
Dels 103 establiments que hi havia el 2007, 3 eren d'empreses extractives, 4 d'empreses alimentàries, 13 d'empreses de construcció, 18 d'empreses de comerç i reparació d'automòbils, 4 d'empreses de transport, 12 d'empreses d'hostatgeria i restauració, 1 d'una empresa d'informació i comunicació, 3 d'empreses financeres, 3 d'empreses immobiliàries, 13 d'empreses de serveis, 19 d'entitats de l'administració pública i 10 d'empreses classificades com a «altres activitats de serveis».
Dels 25 establiments de servei als particulars que hi havia el 2009, 1 era una oficina d'administració d'Hisenda pública, 1 gendarmeria, 1 oficina de correu, 1 una oficina bancària, 3 tallers de reparació d'automòbils i de material agrícola, 1 paleta, 3 guixaires pintors, 2 fusteries, 1 lampisteria, 3 electricistes, 2 perruqueries, 3 veterinaris, 1 restaurant, 1 agència immobiliària i 1 saló de bellesa.
Dels 8 establiments comercials que hi havia el 2009, 1 era una botiga de menys de 120 m², 2 fleques, 2 carnisseries, 1 una llibreria i 2 botigues de material esportiu.
L'any 2000 a La Chapelle-en-Vercors hi havia 28 explotacions agrícoles que ocupaven un total de 826 hectàrees.

## Equipaments sanitaris i escolars
L'únic equipament sanitari que hi havia el 2009 era una farmàcia.
El 2009 hi havia una escola elemental. Chapèla de Vercòrs disposava d'un col·legi d'educació secundària amb 222 alumnes.

## Poblacions més properes
El següent diagrama mostra les poblacions més properes.